# Megan Bozek
Megan Bozek (* 27. März 1991 in Buffalo Grove, Illinois) ist eine US-amerikanische Eishockeyspielerin, die zuletzt bei den KRS Vanke Rays in der Schenskaja Hockey-Liga auf der Position des Verteidigers spielte. Bozek ist seit 2012 Mitglied der Frauen-Eishockeynationalmannschaft der Vereinigten Staaten und mehrfache Weltmeisterin.

## Karriere
Bozek verbrachte ihre Highschool-Zeit zwischen 2005 und 2009 an der Stevenson High School in Lincolnshire. In diesem Zeitraum nahm die Verteidigerin an der U18-Frauen-Weltmeisterschaft 2009 teil. Dort gewann sie die Goldmedaille. Von der Stevenson High School zog es sie zum Schuljahr 2009/10 an die University of Minnesota. In den folgenden vier Jahren spielte sie parallel dazu für das Universitätsteam in der Western Collegiate Hockey Association, einer Division im Spielbetrieb der National Collegiate Athletic Association. Mit der Mannschaft gewann sie am Ende ihres Rookiespieljahres gleich die national Collegemeisterschaft der NCAA. Weitere Titel ließ sie in den Jahren 2012 und 2013 folgen. Dazu wurde sie im Jahr 2013 als beste Defensivspielerin der WCHA ausgezeichnet.
Bereits bei der Weltmeisterschaft 2012 hatte Bozek für die Frauen-Eishockeynationalmannschaft der Vereinigten Staaten debütiert und eine Silbermedaille gewonnen, bei der Weltmeisterschaft 2013 gewann sie schließlich erstmals die Weltmeisterschaft. Nachdem sie im Frühjahr 2013 ihr Studium erfolgreich abgeschlossen hatte, wechselte die Defensivspielerin in den US-amerikanischen Eishockeyverband USA Hockey, um sich mit der Mannschaft auf die Olympischen Winterspiele 2014 in Sotschi vorzubereiten. Dort gewann sie mit den US-Girls die Silbermedaille. Anschließend wechselte sie zur Saison 2014/15 zu den Toronto Furies in die Canadian Women’s Hockey League, die sie allerdings nach einer Spielzeit wieder verließ und bei den Buffalo Beauts aus der neu gegründeten National Women’s Hockey League anheuerte. Nachdem die US-Amerikanerin dort die Saison 2015/16 absolviert hatte und im Finale um den Isobel Cup den Boston Pride unterlegen gewesen war, nahm sie nach zweijähriger Pause mit der Nationalmannschaft an der Weltmeisterschaft 2016 teil. Im Rahmen der Welttitelkämpfe feierte sie ihre zweite WM-Goldmedaille.
Davon gefolgt war das persönlich erfolgreichste Jahr ihrer Karriere. Im Spieljahr 2016/17 gelang ihr mit den Beauts die erfolgreiche Revanche für die Finalniederlage des Vorjahres und somit der erstmalige Gewinn des Isobel Cups. Zudem wurde sie als beste Defensivspielerin der Liga ausgezeichnet. Bei der Weltmeisterschaft 2017 ließ sie den dritten Titel folgen. Nach zwei Spielzeiten mit den Beauts ging Bozek zum Spieljahr 2017/18 erneut mit USA Hockey in die Olympiavorbereitung, ehe sie gemeinsam mit Alex Carpenter im Januar 2018 als letzte zwei Spielerinnen aus dem vorläufigen Olympiakader gestrichen wurde. Die US-Amerikanerin wechselte daraufhin Mitte des Monats Januar zu den Markham Thunder in die Canadian Women’s Hockey League. Dort spielte sie bis zum Ende der Saison 2018/19 und gewann 2018 die Meisterschaft der CWHL, ehe die CWHL 2019 aufgelöst wurde. In den folgenden zwei Jahren lief Bozek für die KRS Vanke Rays in der russischen Schenskaja Hockey-Liga auf und wurde mit der chinesischen Mannschaft 2020 Meister der Liga.
In der Saison 2021/22 bereitet sie sich zentralisiert mit der Nationalmannschaft auf die Olympischen Spiele vor.

## Erfolge und Auszeichnungen
| - 2010 WCHA-Meisterschaft mit der University of Minnesota - 2010 NCAA-Division-I-Championship mit der University of Minnesota - 2012 WCHA-Meisterschaft mit der University of Minnesota - 2012 NCAA-Division-I-Championship mit der University of Minnesota - 2013 WCHA-Meisterschaft mit der University of Minnesota - 2013 NCAA-Division-I-Championship mit der University of Minnesota - 2013 WCHA Defensive Player of the Year | - 2015 Teilnahme am CWHL All-Star Game - 2016 Teilnahme am NWHL All-Star Game - 2017 Teilnahme am NWHL All-Star Game - 2017 Isobel-Cup-Gewinn mit den Buffalo Beauts - 2017 NWHL Defensive Player of the Year - 2018 Clarkson-Cup-Gewinn mit den Markham Thunder - 2020 Meister der Schenskaja Hockey-Liga mit den KRS Vanke Rays |

### International
| - 2009 Goldmedaille bei der U18-Frauen-Weltmeisterschaft - 2012 Silbermedaille bei der Weltmeisterschaft - 2013 Goldmedaille bei der Weltmeisterschaft - 2014 Silbermedaille bei den Olympischen Winterspielen - 2014 All-Star-Team der Olympischen Winterspiele | - 2016 Goldmedaille bei der Weltmeisterschaft - 2017 Goldmedaille bei der Weltmeisterschaft - 2019 Goldmedaille bei der Weltmeisterschaft - 2021 Silbermedaille bei der Weltmeisterschaft |

## Karrierestatistik
Stand: Ende der Saison 2018/19

### International
Vertrat die USA bei:
| - U18-Frauen-Weltmeisterschaft 2009 - Weltmeisterschaft 2012 - Weltmeisterschaft 2013 - Olympischen Winterspielen 2014 | - Weltmeisterschaft 2016 - Weltmeisterschaft 2017 - Weltmeisterschaft 2019 |

(Legende zur Spielerstatistik: Sp oder GP = absolvierte Spiele; T oder G = erzielte Tore; V oder A = erzielte Assists; Pkt oder Pts = erzielte Scorerpunkte; SM oder PIM = erhaltene Strafminuten; +/− = Plus/Minus-Bilanz; PP = erzielte Überzahltore; SH = erzielte Unterzahltore; GW = erzielte Siegtore; 1 Play-downs/Relegation; Kursiv: Statistik nicht vollständig)